# Бретт Гуревич
Brett W. Gurewitz (нар. 12 травня 1962), псевдо Mr. Brett, гітарист і автор пісень гурту Bad Religion. Також він є власником лейблу звукозапису Epitaph Records (який видавав багато релізів Bad Religion) та дочірніх лейблів ANTI-, Burning Heart Records, Fat Possum Records та Hellcat Records. Він також є продюсером альбомів для Bad Religion а також продюсером Epitaph Records у таких гуртах як NOFX, Rancid та Pennywise, та інших. Гуревич також бере участь у проекті Error, у якому також присутні Atticus Ross, Leopold Ross та Greg Puciato.

## Bad Religion
Гуревич приєднався до Bad Religion у 1980 коли йому було 18, коли він, Грег Граффін, Джей Бентлі та Джей Зіскраут зібрались для створення гурту. Після видання перших двох альбомів та одного EP, Гуревич залишив Bad Religion у 1983, але повернувся три роки потому та записав ще п'ять альбомів з гуртом перед підписанням контракту з Atlantic Records у 1993. Їх дебютний на Atlantic альбом, Stranger Than Fiction (1994), мав неймовірний успіх, включаючи такі хіти як «21st Century (Digital Boy)» та «Infected». Однак, він був перевантажений роботою у Epitaph (включаючи несподіваний успіх The Offspring та Rancid) вирішив знову покинути Bad Religion у 1994. Гуревич продовжив роботу в Epitaph після виходу з Bad Religion, та видав сингл «Hate You» у 1996 з ще одним його проектом Daredevils. В цей час в нього розпочався період наркотичної залежності. До 1999, Гуревич успішно пройшов реабілітацію та записав з Граффіном спільну пісню «Believe It», яка присутня на альбомі Bad Religion The New America. Зрештою він знову приєднався до гурту у 2001 для запису альбому The Process of Belief (2002). Він залишається в складі гурту дотепер, але приєднується до гурту на концертах, що проходять неподалік його дому чи для появи на телебаченні. Bad Religion видали ще чотири альбоми, останній з них True North (2013).
Brett не грає на ведучій гітарі під час концертів Bad Religion з 2007, однак він виконує гітарні партії в деяких піснях під час студійних записів. Він грає соло у пісні «Sorrow», а також у «Only Rain», «Ad Hominem», та «My Head Is Full Of Ghosts». Він грає у якості ведучого гітариста значно менше у пізніших альбомах, залишивши цю роль ветеранам парк-року, таким як, Браян Бейкер, Грег Гетсон та Майк Діміч.
У минулому, Бретт був інженером кількох альбомів використовуючи псевдонім «The Legendary Starbolt».

## Особисте життя
У 1997, Гуревич тимчасово залишив Epitaph щоб пройти лікування від наркотичної залежності.
Він одружився з Джиною Девіс, яка працювала у Epitaph, та вони проживають у Каліфорнії.

## Дискографія
| Рік  | Виконавець/Гурт     | Альбом                       | Роль                                                           |
| ---- | ------------------- | ---------------------------- | -------------------------------------------------------------- |
| 1981 | Bad Religion        | Bad Religion                 | Продюсер і гітарист                                            |
| 1981 | Bad Religion        | How Could Hell Be Any Worse? | Продюсер і гітарист                                            |
| 1983 | Bad Religion        | Into the Unknown             | Продюсер і гітарист                                            |
| 1985 | Bad Religion        | Back to the Known            | Продюсер                                                       |
| 1985 | The Seeing Eye Gods | The Seeing Eye Gods          | Вокал, усі інструменти, продюсер, інженіринг («Billy Pilgrim») |
| 1988 | Bad Religion        | Suffer                       | Продюсер, гітарист і бек-вокаліст                              |
| 1988 | L7                  | L7                           | Продюсер                                                       |
| 1988 | NOFX                | Liberal Animation            | Продюсер                                                       |
| 1989 | Bad Religion        | No Control                   | Продюсер, гітарист і бек-вокаліст                              |
| 1989 | NOFX                | S&M Airlines                 | Продюсер                                                       |
| 1990 | Jughead's Revenge   | Unstuck in Time              | Продюсер                                                       |
| 1990 | Bad Religion        | Against the Grain            | Продюсер, гітарист і бек-вокаліст                              |
| 1990 | No Use for a Name   | Incognito                    | Продюсер, гітарист і бек-вокаліст                              |
| 1991 | Bad Religion        | 80–85                        | Продюсер, гітарист і бек-вокаліст                              |
| 1991 | Down by Law         | Down by Law                  | Продюсер, гітарист і бек-вокаліст                              |
| 1991 | NOFX                | Ribbed                       | Продюсер                                                       |
| 1991 | Samiam              | Soar                         | Продюсер                                                       |
| 1992 | Bad Religion        | Generator                    | Продюсер                                                       |
| 1992 | L7                  | Bricks Are Heavy             | Співавтор «Scrap»                                              |
| 1992 | Chemical People     | Chemical People              | Бек-вокаліст                                                   |
| 1992 | Down by Law         | Blue                         | Продюсер                                                       |
| 1993 | Bad Religion        | Recipe for Hate              | Продюсер, гітарист і бек-вокаліст                              |
| 1993 | Rancid              | Rancid                       | Background vocals                                              |
| 1994 | Bad Religion        | Stranger than Fiction        | Продюсер, гітарист і бек-вокаліст                              |
| 1994 | Rancid              | Let's Go                     | Продюсер                                                       |
| 1995 | Bad Religion        | All Ages                     | Продюсер, гітарист і бек-вокаліст                              |
| 1995 | Pennywise           | About Time                   | Продюсер                                                       |
| 1995 | Rancid              | ...And Out Come the Wolves   | Інженіринг                                                     |
| 1996 | Daredevils          | Hate You                     | Гітарист і вокаліст                                            |
| 1997 | Pennywise           | Full Circle                  | Змішування                                                     |
| 1997 | The Pietasters      | Willis                       | Продюсер і інженіринг                                          |
| 1999 | H2O                 | F.T.T.W.                     | Продюсер                                                       |
| 1999 | The Pietasters      | Awesome Mix Tape vol. 6      | Бек-вокал, додаткова перкусія, продюсер і інженіринг           |
| 2000 | Bad Religion        | The New America              | Співавтор та гітарист пісні «Believe It».                      |
| 2000 | Millencolin         | Pennybridge Pioneers         | Продюсер та акустична гітара у пісні «The Ballad».             |
| 2000 | Rancid              | Rancid                       | Продюсер                                                       |
| 2000 | Voodoo Glow Skulls  | Symbolic                     | Продюсер                                                       |
| 2001 | Pennywise           | Land of the Free?            | Співавтор «Who's on Your Side»                                 |
| 2002 | Bad Religion        | The Process of Belief        | Продюсер, гітарист і бек-вокаліст                              |
| 2002 | The Distillers      | Sing Sing Death House        | Інженіринг і змішування                                        |
| 2003 | Matchbook Romance   | West For Wishing             | Продюсер, інженіринг і змішування                              |
| 2003 | Rancid              | Indestructible               | Вокаліст, продюсер, інженіринг і змішування                    |
| 2004 | Bad Religion        | The Empire Strikes First     | Продюсер, гітарист і бек-вокаліст                              |
| 2005 | The Unseen          | State of Discontent          | Змішування                                                     |
| 2006 | From First to Last  | Heroine                      | Бек-вокаліст                                                   |
| 2006 | The Matches         | Decomposer                   | Продюсер                                                       |
| 2006 | Грег Граффін        | Cold as the Clay             | Продюсер і бек-вокаліст                                        |
| 2007 | Bad Religion        | New Maps of Hell             | Гітарист і бек-вокаліст                                        |
| 2009 | Rancid              | Let the Dominoes Fall        | Продюсер                                                       |
| 2010 | Bad Religion        | The Dissent of Man           | Гітарист і бек-вокаліст                                        |
| 2010 | Parkway Drive       | Deep Blue                    | Запрошений вокаліст у «Home is for the Heartless»              |
| 2011 | Heartsounds         | Drifter                      | Продюсер, вокаліст                                             |
| 2013 | Bad Religion        | True North                   | Гітарист та продюсер                                           |
| 2013 | Bad Religion        | Christmas Songs              | Гітарист і бек-вокаліст                                        |
| 2014 | Rancid              | Honor Is All We Know         | Продюсер                                                       |